# Planey
Der Planey ist ein Fluss in Frankreich, der in der Region Bourgogne-Franche-Comté im Département Haute-Saône verläuft.

## Source du Planey

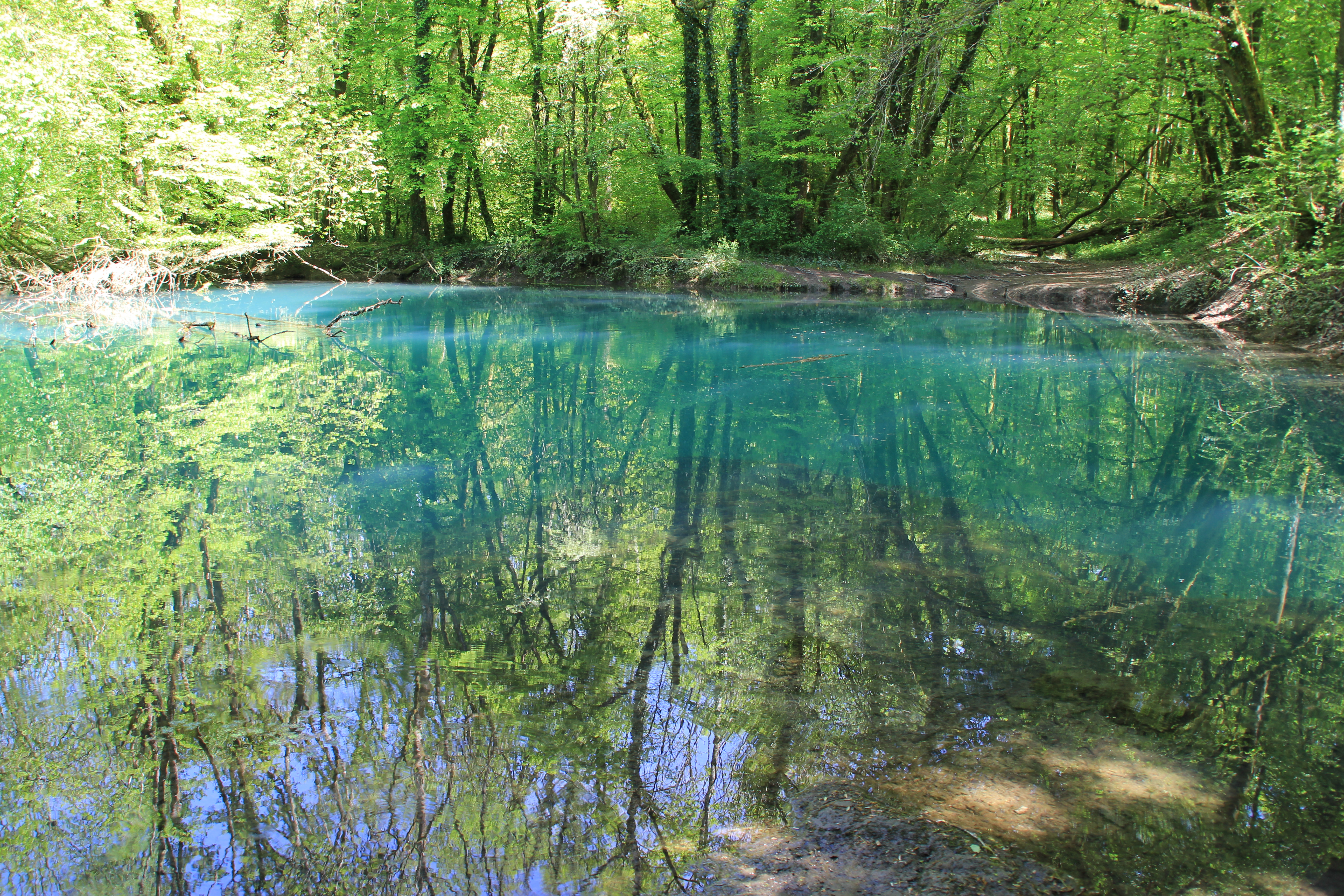
Source du Planey

Die Source du Planey (dt. Quelle des Planey) ist eine große Karstquelle aus dem Gestein der Vôge. Der etwa 32 m tiefe, blaue Quelltopf liegt in einem Waldgebiet östlich von Anjeux. Ungefähr 250 m unterhalb der Quelle mündet der schon 10,5 km lange Dorgeon in den Planey.

## Verlauf
Der Planey entwässert generell in südwestlicher Richtung und mündet nach 6,7 km im Gemeindegebiet von Varigney als rechter Nebenfluss in die Sémouse.

## Zuflüsse
- Dorgeon (rechts)
- Chanois (rechts)
- Ruisseau des Auvets (rechts)
- Ruisseau de Coué (rechts)